# Trine
Trine est un jeu vidéo développé par le studio finlandais Frozenbyte, et publié en 2009 pour Windows, Mac OS X, Linux, et PlayStation 3, via le PlayStation Network. Il s’agit d’un jeu de plates-formes mêlant action et réflexion et faisant appel à la physique. Le joueur incarne trois personnages, un Chevalier, une Voleuse et un Magicien, liés ensemble par un artefact magique, le Trine, et évoluant au cœur d’un univers médiéval-fantastique. Il a connu quatre suites portant le nom de Trine 2, puis Trine 3: The Artifacts of Power, puis Trine 4: The Nightmare Prince, ainsi que Trine 5: A Clockwork Conspiracy.

## Histoire
Dans un royaume autrefois prospère, des hordes de morts-vivants ont quitté leurs tombes et envahissent le pays. Les populations fuient et l’Académie Astrale, le sanctuaire des magiciens, est laissée à l’abandon…
À l’exception de trois personnages :
- une voleuse attend son heure pour s’emparer du précieux trésor gardé au cœur de l’Académie ;
- un magicien peureux s’est réfugié dans l’immense bâtiment pour rester à distance des horribles monstres ;
- et un brave chevalier s’est juré de protéger l’Académie Astrale des morts-vivants, bien qu’il ne sache pas vraiment ce qu’est un mort-vivant…

Alors que la Voleuse s’apprête à s’emparer de l’artefact ancien, sa main reste prisonnière de l’une des trois faces de l’objet.
Attirés par la lueur émanant du trésor, le Magicien et le Chevalier se précipitent dans le sanctuaire et tentent de lui reprendre l’objet. Au moment où leurs mains se posent sur les deux autres faces de l’objet, les trois personnages se retrouvent brusquement liés les uns aux autres d’une façon inconfortable…
Finalement, le Magicien se souvient : cet objet s’appelle le Trine, une relique pouvant « unir les âmes ». Un seul d’entre eux peut exister physiquement tandis que les deux autres demeurent reclus dans le Trine. Il se rappelle également que l’artefact est lié à la légende du Gardien, dont la sépulture est située sous l’Académie Astrale.
À la recherche d’un moyen de séparer leurs âmes entremêlées, la Voleuse, le Magicien et le Chevalier unissent leurs talents respectifs pour se frayer un chemin jusqu’aux catacombes. Sur la tombe du Gardien, le Magicien déchiffre des inscriptions anciennes : autrefois, trois reliques (une pour l’esprit, une pour l’âme et une pour le corps) étaient protégées par trois gardiens qui se servaient de ces objets pour faire régner la paix sur le royaume. Le Magicien en conclut que réunir les trois artefacts devrait leur permettre de rompre le sort les liant les uns aux autres.
D’après les inscriptions, l’une des trois reliques serait cachée dans le château du vieux roi. Le trio s’y rend (non sans affronter quelques morts-vivants au passage) et entreprend de fouiller les lieux. Ils finissent par découvrir le journal du roi, lequel indique que les artefacts de l’esprit et du corps sont gardés dans des ruines lointaines, ancien repère des gardiens où les trois reliques furent créées.
En explorant les ruines, les trois aventuriers découvrent que le Trine, l’artefact de l’âme, fut un jour séparé des deux autres artefacts par un tremblement de terre. La catastrophe épargna l’artefact de l’âme mais souilla ceux de l’esprit et du corps, engendrant l’apparition d’une tour démoniaque qui réveilla les morts. Malgré les attaques d’un énorme mort-vivant, les trois aventuriers parviennent à atteindre le sommet de la tour et à réunir les trois reliques, libérant leurs âmes. La magie engendrée par l’union des objets magiques fait alors disparaître toutes les créatures démoniaques du royaume et revenir les habitants qui acclament la Voleuse, le Magicien et le Chevalier comme leurs nouveaux héros.

## Système de jeu

### Généralités
Trine est un jeu de plates-formes mêlant action et réflexion. Le joueur peut choisir de jouer avec la Voleuse, le Magicien ou le Chevalier dès qu’il le souhaite (le changement est instantané). Pour traverser les quinze niveaux du jeu, il doit changer de personnage en fonction des situations. Par exemple, la Voleuse lui permet de venir à bout des passages de plates-formes ardus, le Magicien d’atteindre des zones inaccessibles et le Chevalier d’affronter de nombreux ennemis sans perdre trop de points de santé.

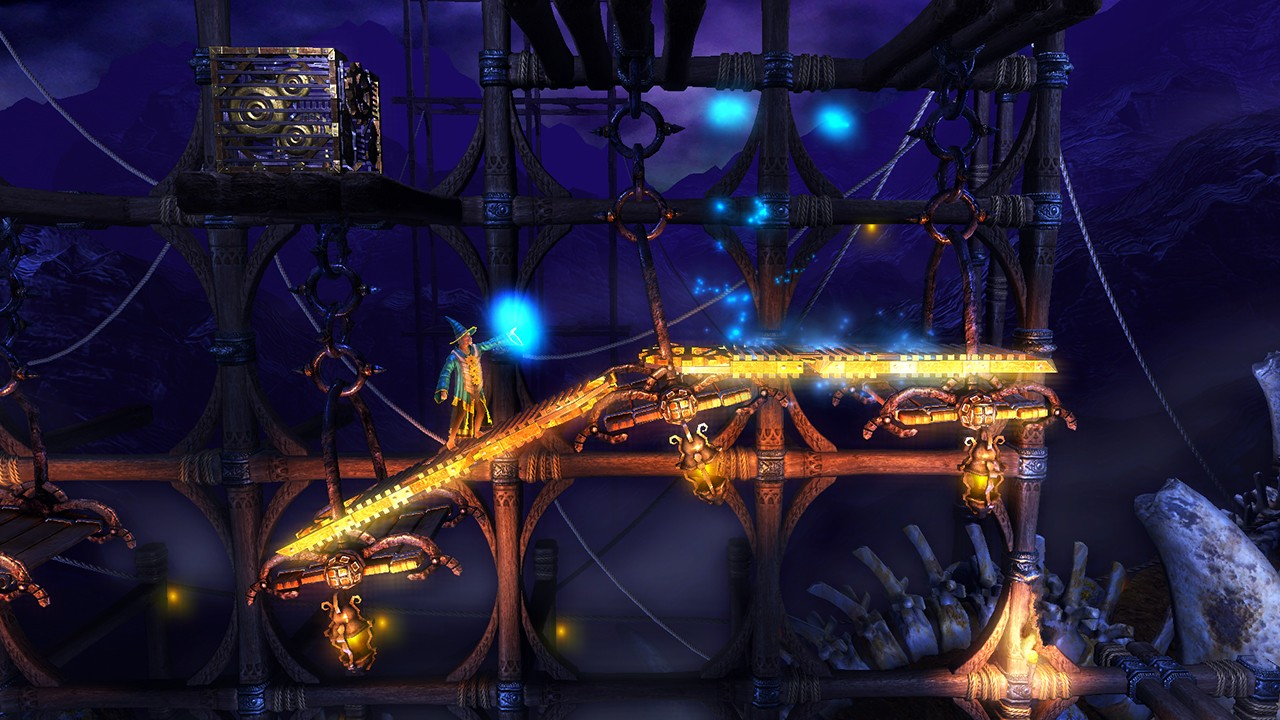
Scène de jeu.

Il existe quatre niveaux de difficulté : Facile, Moyen, Difficile et Très difficile (accessible en terminant le jeu en Facile, Moyen ou Difficile). Les différences entre les modes de difficulté sont principalement liées aux dégâts qu’infligent les attaques ennemies. Le mode Très difficile augmente aussi légèrement le nombre de monstres et accélère notablement la montée de lave dans le dernier niveau et le niveau additionnel.
Chaque personnage possède ses propres jauges de santé et d’énergie. La jauge de santé diminue lorsqu’un personnage subit des dégâts physiques, la barre d’énergie baisse lorsque le personnage utilise de la magie ou certaines armes.
Pour remplir sa barre de santé, un personnage doit ramasser des fioles rouges en forme de cœur (lorsque le personnage qui ramasse la fiole a déjà sa barre de santé au maximum, les points de vie sont accordés à l’un des deux autres personnages dont la barre n’est pas pleine) éparpillées dans le niveau.
Pour remplir sa barre d’énergie, un personnage doit ramasser des fioles bleues éparpillées dans le niveau.
Les trois personnages ont également une jauge d’expérience en commun, que le joueur peut augmenter en acquérant des fioles vertes généralement placées à des endroits stratégiques (nécessitant la résolution d’un casse-tête pour les obtenir).
Tous les 50 points d’expérience, chaque personnage gagne un point destiné à l’achat d’améliorations de compétences. Ces points sont dépensés dans l’arbre de compétences de chaque personnage : chaque amélioration débloquée permet au joueur d’accéder à l’amélioration suivante (ex : pour la Voleuse, le joueur doit d’abord débloquer le lancer simultané de 2 flèches pour débloquer le lancer simultané de 3 flèches).
Dans chaque niveau, il est possible de trouver des coffres contenant divers objets qui accordent aux personnages qui les portent des pouvoirs améliorés ou supplémentaires. Le joueur peut donner les objets au personnage qu’il souhaite, mais certains objets n’auront d’effet que sur un personnage spécifique.
Des points de passage sont placés tout au long du jeu (sous la forme d’orbes argentés trônant sur des piédestaux). Lorsque le joueur atteint un point de passage, la partie est automatiquement sauvegardée, tous les personnages tués reviennent à la vie et les personnages dont les barres de santé et d’énergie sont situées en dessous d’un certain seuil récupèrent leur santé et leur énergie jusqu’à ce seuil. (Le choix de difficulté sélectionné en début de partie par le joueur fait varier le total de points reçus.)
Lorsqu’un personnage meurt, le joueur peut poursuivre l’aventure avec les 2 personnages restant. Si les trois personnages meurent, le joueur est renvoyé au dernier point de passage et tous les personnages sont ressuscités.
La liste des ennemis est courte, elle ne compte que des squelettes de différentes catégories et des chauves-souris particulièrement rapides dans leurs déplacements (sans oublier quelques boss de fin de niveau). Il existe trois types de squelettes : les squelettes archers qui infligent des dégâts à distance, les squelettes pyromanes qui crachent du feu et les squelettes guerriers qui se cachent derrière de solides boucliers.
Mais Trine étant un jeu de plates-formes avant tout, l'environnement aura bien souvent raison des trois aventuriers avant les ennemis. Ainsi, le joueur devra se frayer un chemin au milieu de bassins de lave en fusion, de boules de feu, d’énormes piques fixées au sol, de planches de bois qui céderont sous leurs pieds et autres chausse-trappes.
Le principal atout de Trine est la possibilité de se sortir d’une situation de nombreuses façons. Chaque personnage possède ses propres forces et faiblesses et il ne tient qu’au joueur de s’en servir pour atteindre ses objectifs. L’utilisation du moteur physique PhysX de Nvidia permet aux personnages d’interagir complètement avec les objets (par exemple, il est possible de faire tomber un cube sur un ennemi depuis une certaine hauteur pour l’écraser, mais s’il tombe de trop bas, l’ennemi ne subira aucun dégât) et les énigmes requièrent généralement de faire bon usage de ce moteur.

### Mode multijoueur

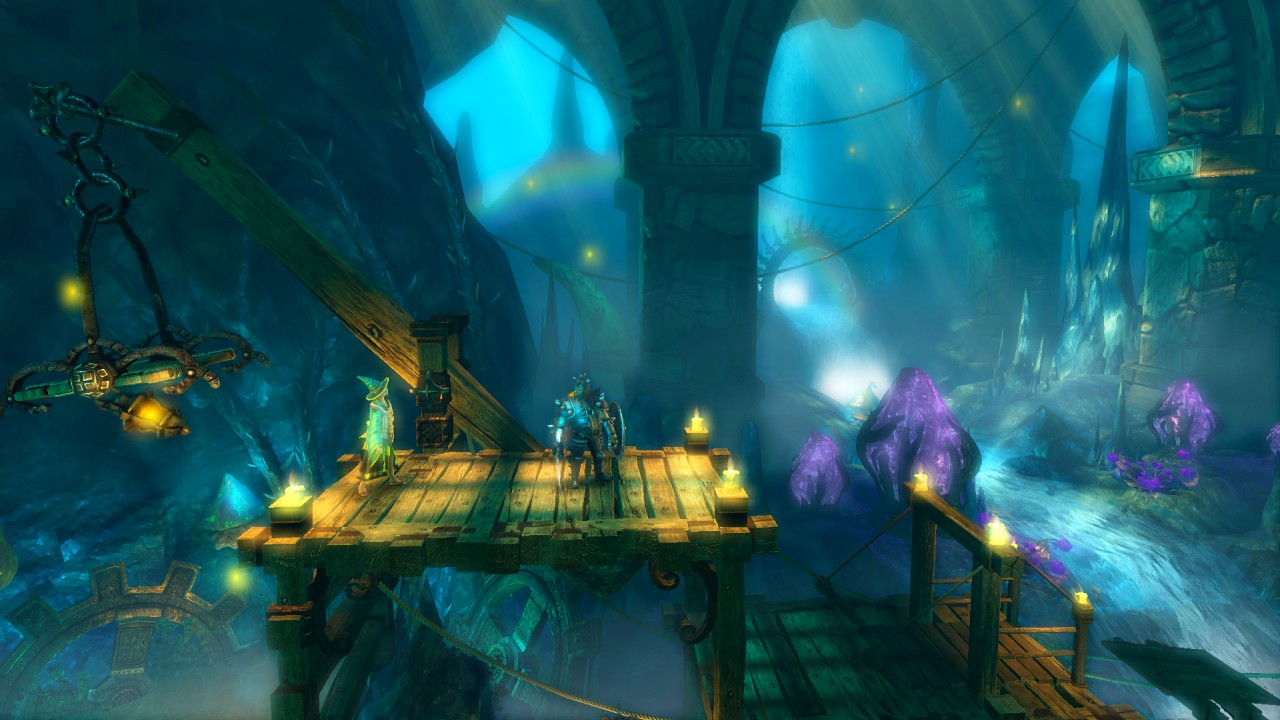
Coopération Magicien/Chevalier.

Trine propose un mode multijoueur permettant à 3 joueurs maximum de jouer en coopération (il n’y a pas de mode particulier, les joueurs suivent le cours normal de l’histoire). Chaque joueur incarne l’un des trois personnages (si les joueurs sont 2, le troisième personnage peut être incarné par n’importe lequel des joueurs) mais il est impossible que 2 joueurs incarnent le même personnage en même temps (sauf en mode illimité).
Pour lancer une partie en multijoueur, il suffit de configurer les manettes ou claviers additionnels et de lancer une partie normale. L’introduction s’effectue via le contrôleur principal (Joueur 1), puis la coopération multijoueur se lance au commencement de l’aventure.

## Personnages

### La Voleuse

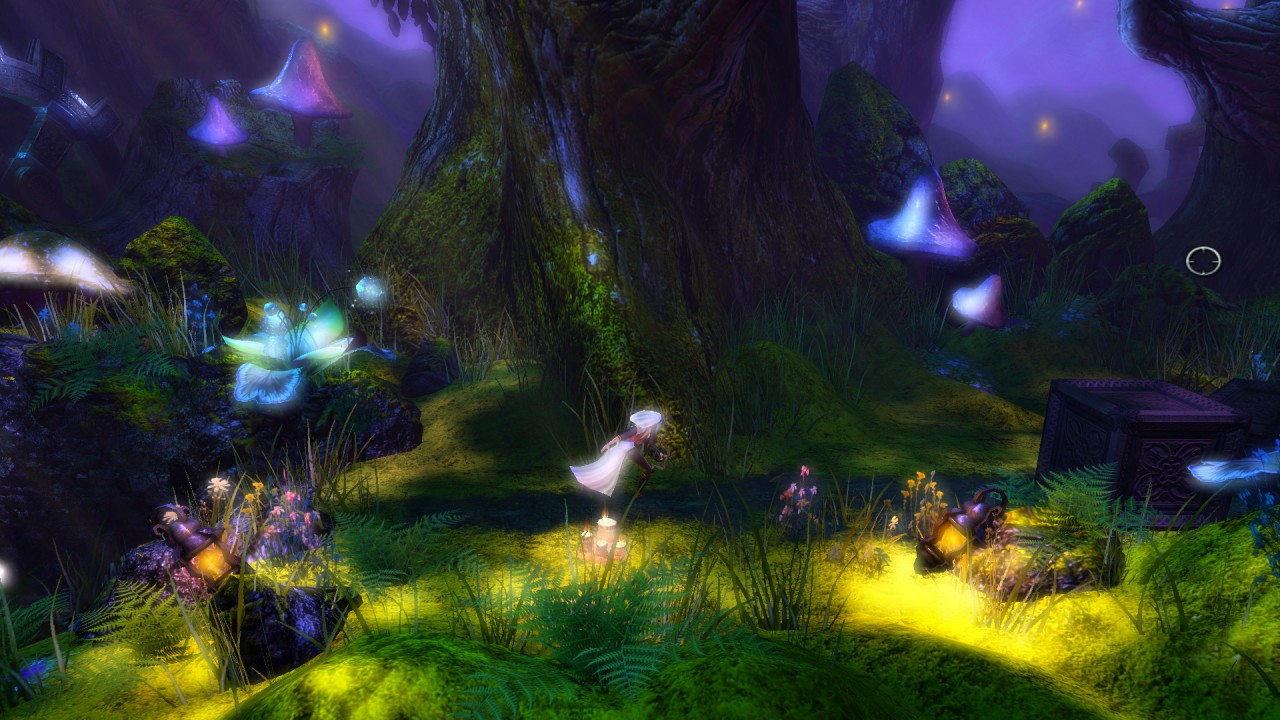
La Voleuse.

Zoya la Voleuse possède divers talents :
- Le grappin : il permet à la Voleuse de se suspendre à toutes les surfaces en bois. Elle peut notamment se balancer pour gagner de l’élan et atteindre certaines zones.
- La flèche : la Voleuse utilise son arc pour tuer les ennemis à distance ou hors d’atteinte pour ses deux compagnons. N’importe quel tir de flèche peut être « chargé » (en maintenant le bouton de lancer) pour un effet plus puissant et plus précis. Les flèches sont illimitées.
- La flèche enflammée : à un certain moment de l’aventure, Zoya obtient les flèches enflammées qui infligent plus de dégâts, peuvent briser certains objets et allumer des torches pour illuminer les zones sombres du jeu. Cependant, les flèches enflammées consomment de l’énergie.
- Autres compétences : grâce aux points de l’arbre de compétences, le joueur peut permettre à Zoya de lancer de plus en plus de flèches simultanément, de charger ses tirs plus vite ou de tirer des flèches enflammées plus puissantes.

### Le Chevalier

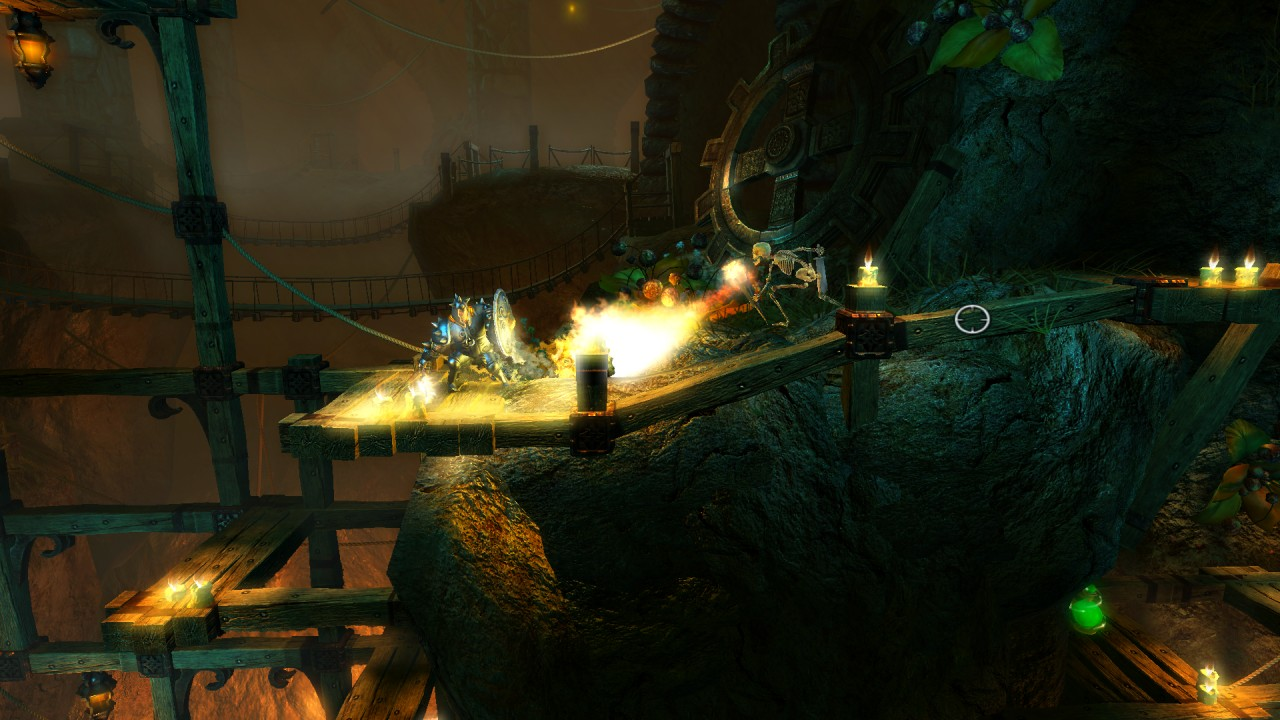
Le Chevalier.

Les talents de Pontius le Chevalier dépendent principalement de ses armes :
- L’épée : elle permet au Chevalier de porter des coups rapides et puissants qui infligent de lourds dégâts aux ennemis. Le Chevalier peut « charger » ses coups d’épée pour donner des coups plus puissants ;
- Le bouclier : le Chevalier peut diriger son bouclier dans n’importe quelle direction (devant lui pour parer les coups des ennemis, au-dessus de sa tête pour se protéger des chutes de débris, etc.) et ainsi résister à la plupart des dangers ;
- L’épée enflammée : à un certain moment de l’aventure, le Chevalier acquiert l’épée enflammée qui inflige plus de dégâts et peut allumer les torches ;
- La masse : à un certain moment de l’aventure, Pontius obtient une énorme masse. Un coup « chargé » avec la masse engendre une puissante onde de choc qui vient à bout de la plupart des ennemis. Toutefois, l’onde de choc consomme de l’énergie et oblige le Chevalier à rester immobile, il est donc plus vulnérable ;
- Autres compétences : la force du Chevalier lui permet de porter, déplacer et même lancer des objets très lourds. Grâce aux points placés dans l’arbre de compétences, le joueur peut améliorer la puissance des coups du Chevalier et diminuer le coût en énergie de l’onde de choc.

### Le Magicien

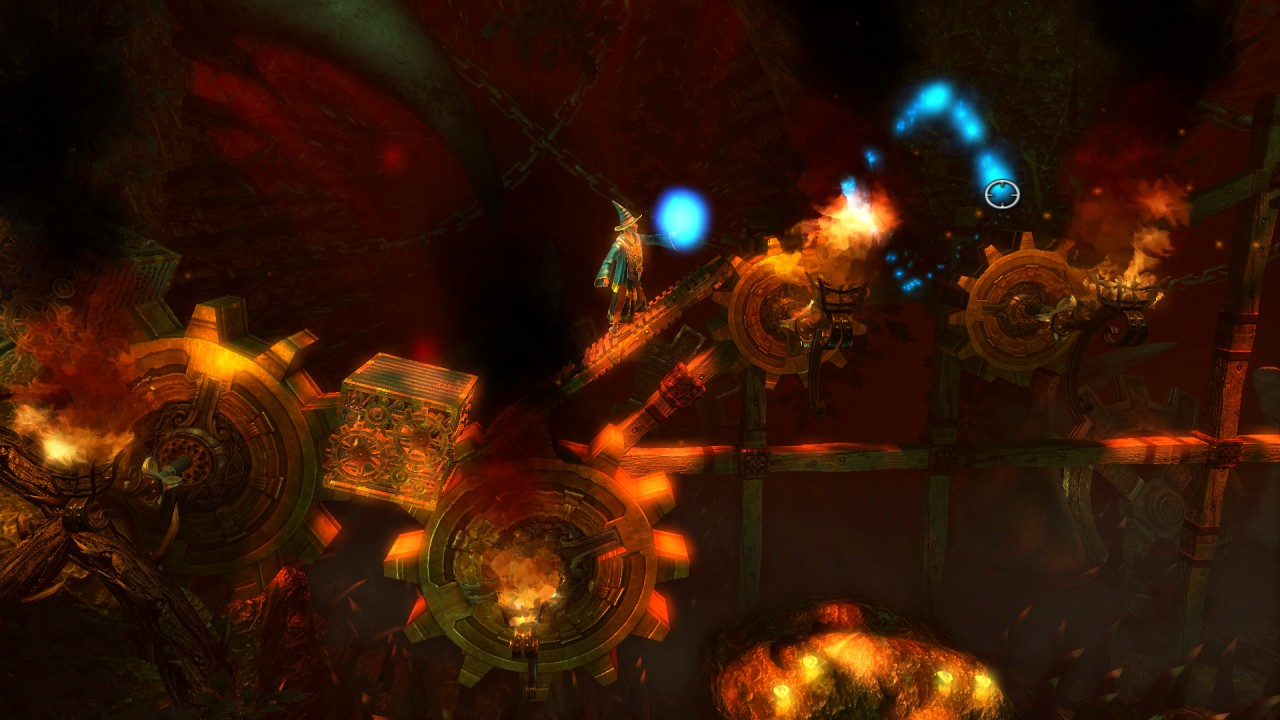
Le Magicien.

Amadeus le Magicien a plus d’un tour dans son sac, mais chacun d’entre eux lui coûte de l’énergie :
- Télékinésie : le Magicien est capable de déplacer n’importe quel objet à distance, par magie. Il existe toutefois des exceptions pour ne pas trop faciliter le jeu : par exemple, les fioles ne peuvent être déplacées par magie ;
- Les cubes : Amadeus est capable de faire apparaître des objets. Au début du jeu, cependant, il ne sait matérialiser qu’un seul cube (mais de la taille qu’il souhaite). Dès qu’il crée un deuxième cube, le premier disparaît. Au fur et à mesure de l’aventure, il apprend à invoquer de plus en plus de cubes simultanément. Le cube subit les lois normales de la gravité ;
- Les planches : à un certain moment du jeu, le Magicien apprend à invoquer une planche (de la taille qu’il souhaite). Ces dernières lui permettent notamment de construire des ponts, mais dès qu’il crée une deuxième planche, la première disparaît. Au fur et à mesure de l’aventure, le Magicien apprend à invoquer de plus en plus de planches simultanément. La planche subit les lois normales de la gravité ;
- Les triangles : à un certain moment du jeu, Amadeus apprend à matérialiser des formes pyramidales flottant dans les airs. Ces triangles restent à la place que le Magicien leur attribue mais peuvent être déplacés par magie ;
- Autres compétences : le Magicien ne possède aucune véritable attaque mais il peut invoquer des planches ou des cubes pour les faire tomber sur les ennemis ou bloquer certaines attaques. Grâce aux points distribués dans les arbres de compétences, le joueur peut permettre au Magicien de changer ses triangles en bois (sur lequel la Voleuse peut accrocher son grappin) ou de les transformer en explosifs que le Magicien ou le Chevalier peuvent déclencher.

## Sortie
Trine est sorti en France le 3 juillet 2009 sur PC et le 17 septembre 2009 sur PlayStation 3 (à la suite de bugs de dernière minute). Une version pour Xbox 360 (via le Xbox Live Arcade) était en développement chez Atlus, mais sa sortie a finalement été annulée.
Le jeu est sorti sur Mac OS X le 2 novembre 2010, puis sur Linux le 3 août 2011.

## Accueil
Trine est bien accueilli par la critique, en particulier pour sa grande qualité visuelle et l'ambiance instaurée. Cependant la faible durée de vie et le manque de difficulté sont regrettés,.

## Les patchs (version PC)
Plusieurs patchs ont été publiés :
- Patch 1.01 (version boîte uniquement) : il corrige certains problèmes de configuration de touches ;
- Patch 1.02 (version boîte uniquement) : il corrige une poignée de bugs, revient sur un souci de configuration de touches et apporte quelques niveaux de difficulté supplémentaires ;
- Patch 1.03 (version boîte uniquement) : corrige de petites erreurs apportées par le second patch ;
- Patch 1.05 : diminue la difficulté du dernier niveau quel que soit le niveau de difficulté choisi ;
- Patch 1.06 : enlève la protection contre les copies, corrige quelques bugs et rajoute des options pour la définition de l'image ;
- Patch 1.07 : en plus de quelques correctifs (lecture vidéo avec les Radeon 5x00 notamment), d'ajouter une option pour configurer la touche de capture d'écran et d'améliorer l'interface inventaire, cette mise à jour ajoute un niveau supplémentaire déblocable en finissant le jeu : Path to New Dawn ;
- Patch 1.08 : ajoute la prise en charge du 3DVision de Nvidia, améliore l'option d'anticrénelage et optimise le dernier niveau du jeu ;
- Patch 1.09 : Deux nouvelles langues (portugais et roumain) sont intégrées par cette mise à jour qui ajoute également la prise en charge de la technologie iZ3D.

## Suites
Trine a donné lieu à deux suites : Trine 2 sorti en 2011, puis Trine 3: The Artifacts of Power sorti en 2015. Un quatrième épisode, Trine 4: The Nightmare Prince, est paru le 08 octobre 2019.